# Benčmark veb servera
Benčmark veb servera je process procenjivanja performansi veb servera da bi se utvrdilo da li server može da ispuni dovoljno visok obim posla.

## Ključni parametri
Performanse se obično mere u smislu:
- Broja zahteva na koji može da odgovori u sekundi (u zavisnosti od vrste zahteva itd.);
- Vremena kašnjenja odgovora u milisekundama za svaku novu konekciju ili zahtev;
- Propusta u bajtovima u sekundi (u zavisnosti od veličine datoteke, keširanog ili nekeširanog sadržaja, dostupnog kapaciteta mreže itd.).

Merenja se moraju izvršiti pod opterećenjem sa promenljivim brojem klijenata i zahteva po klijentu.

## Alati za ocenjivanje
Testiranje opterećenja (stres/performans testiranje) veb servera može da se vrši pomoću automatizovanih/analitičkih alata kao što su:
- ApacheBench (ili ab), program komandne linije u paketu sa Apache HTTP serverom
- Apache JMeter, Java alat otvorenog koda za testiranje opterećenja
- Curl-loader, alat otvorenog koda za testiranje performansi softvera
- Httperf, program komandne linije originalno razvijen u HP Labs
- OpenSTA, pomoćni program zasnovan na GUI za operativne sisteme bazirane na Microsoft Windows

## Programi za ocenjivanje veb aplikacija
Programi za ocenjivanje veb aplikacija mere performanse aplikacijskog servera i servera baza podataka koji se koriste kao domaćini veb aplikacija. TPC-W je bio uobičajena alatka za ocenjivanje koja imitira internet knjižaru uz stvaranje sintetičkog prometa.

## Spoljašnje veze
- Microsoft-ovi obrasci i praksa Vodič za testiranje performansi za veb-aplikacije
- Stres alatke za testiranje veb-servera u Microsoft bazi znanja
- Alatke za testiranje performansi otvorenog koda Архивирано на веб-сајту  (5. април 2010)